# Mohammad Hosejn Mohebbi
Mohammad Hosejn Mohebbi (pers. محمد حسین محبی; ur. 6 września 1956 w Kermanszahu) – irański zapaśnik w stylu wolnym. Trzykrotny uczestnik mistrzostw świata, srebrny medalista z 1978. Pierwszy na igrzyskach azjatyckich w 1982 i trzeci w 1986. Złoto w mistrzostwach Azji w 1979, 1981, 1983 i 1987, brązowy medal w 1989. Olimpijczyk z Montrealu 1976, gdzie odpadł w eliminacjach w kategorii 82 kg. Na jego sportowej karierze zaważyły powody polityczne. Nie wystartował na wielu zawodach mistrzowskich z powodu ich bojkotu przez Iran.
Jego brat Mohammad Hasan Mohebbi również był zapaśnikiem.